# Go On...
Go On... é o terceiro álbum de estúdio de Mr. Mister, lançado em 1987.

## Faixas
1. "Stand and Deliver" – 5:32 (Richard Page, Steve George, John Lang)
2. "Healing Waters" – 5:04 (mistaken as 5:45 on CD) (Page, George, Lang)
3. "Dust" – 6:32 (Page, George, Lang)
4. "Something Real (Inside Me/Inside You)" – 4:19 (Page, George, Lang)
5. "The Tube" – 5:15 (Page, George, Lang)
6. "Bare My Soul" – 4:33 {Page, Lang, Steve Farris) (somente disponível na versão em CD)
7. "Control" – 4:17 (Page, George, Lang)
8. "Watching the World" – 4:21 (Page, George, Lang)
9. "The Power Over Me" – 5:02 (Page, George, Lang)
10. "Man of a Thousand Dances" – 4:50 (Page, George, Lang, Farris)
11. "The Border" – 5:39 (Page, George, Lang)

## Desempenho nas paradas musicais
| Parada musical (1987)              | Melhor posição |
| ---------------------------------- | -------------- |
| Alemanha - Media Control Charts    | 52             |
| Noruega - Norwegian Albums Chart   | 13             |
| Países Baixos - Dutch Albums Chart | 39             |
| Suécia - Swedish Albums Chart      | 9              |
| Suíça - Swiss Music Charts         | 15             |
| Estados Unidos - US Billboard 200  | 55             |